# 小野岡義音
小野岡 義音（おのおか よしね、天明5年（1785年）-弘化2年（1845年））は江戸時代の久保田藩家老。佐竹氏一族小野岡氏本家当主。通称は大和。号は松翁。父は小野岡義年（大和）。夫人は渋江敦光（六郎）の娘。実子は佐藤源右衛門信久の夫人。養子は実弟である小野岡義般（市太夫）。家格は引渡一番座。石高は1,402石余。

## 経歴
享和3年(1803年)に相手番に就任し、同年中に藩主佐竹義和の命で家老に就任する。在職期間は享和3年11月26日（1804年1月8日）から文政2年10月21日（1819年12月8日）までであったが、天保4年10月6日（1833年11月17日）に再び家老職に就いた。
文化12年7月8日（1815年8月12日）に藩主の義和が死去するが、後継について、義和の実子である佐竹義厚が当時3歳と幼少であるために支藩久保田新田藩（のちの岩崎藩）から後嗣を迎えることを主張するが、同じく家老で義厚の相続を主張する疋田定綱（斎）に押し切られる。
天保12年7月9日（1841年）に家老職を辞任し、同年9月に末弟の義般（市太夫）に家督を譲り隠居する。国学者平田篤胤とは懇意の間柄であった。